# الرباط (تعز)
الرباط هي إحدى قرى جمهورية اليمن. وهي تتبع جغرافيًا لمحافظة تعز. وإداريًا لمديرية مقبنة. يبلغ تعداد سكانها 1107 نسمة حسب الإحصاء الذي جرى عام 2004.